# Línea Yosan
La línea Yosan (予讃線 Yosan-sen?) es una línea principal de la empresa Ferrocarriles de Pasajeros de Shikoku (四国旅客鉄道 Shikoku Ryokaku-tetsudō?), uno de los grupos que conforman la JR. Bordea el mar interior de Seto y el mar de Uwa, conectando las estaciones de Takamatsu (de la ciudad de Takamatsu en la prefectura de Kagawa), Matsuyama (de la ciudad de Matsuyama en la prefectura de Ehime) y Uwajima (de la ciudad de Uwajima en la prefectura de Ehime).
Cuando todavía formaba parte de los Ferrocarriles Nacionales de Japón (日本国有鉄道 Nihon Kokuyū-tetsudō?) era conocido como línea principal Yosan (予讃本線 Yosan-honsen?), pero tras la parcial privatización fue modificada a su denominación actual, en 1988.

## Características

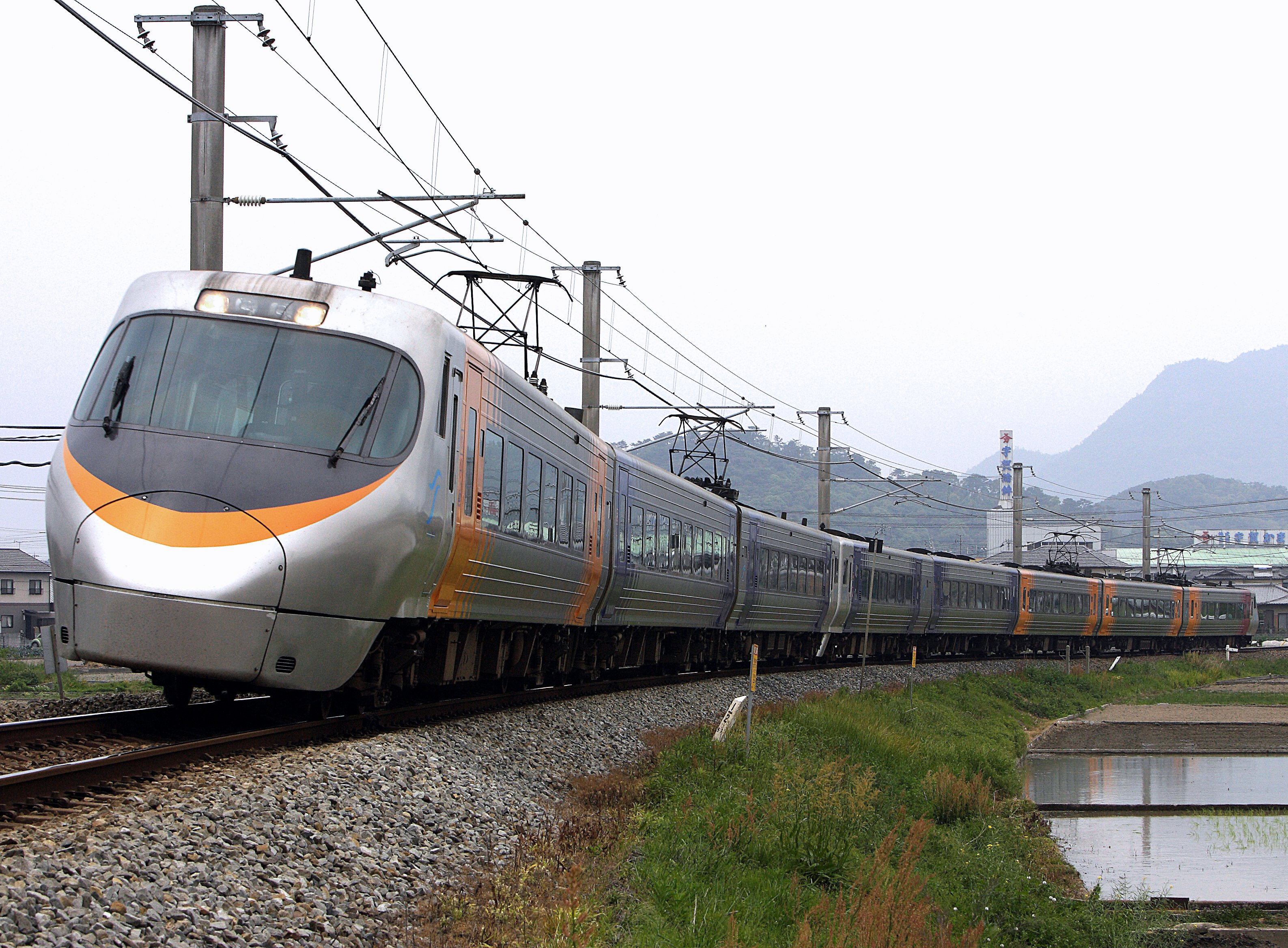
Servicio rápido Shiokaze.

El tramo que se extiende hacia el este de la ciudad de Matsuyama siempre fue considerada importante para la región de Shikoku, razón por la cual fue objetivo de mejoras constantes para la reducción del tiempo empleado para cubrir el trayecto. Además en 1986 se completó la construcción del ramal conocido como línea Uchiko (内子線 Uchiko-sen?), que pasaría a reemplazar al Circuito Costero (海岸回り Kaigan-mawari?) como la línea troncal por permitir reducir el tiempo de viaje. Por este motivo los servicios rápidos dejaron de utilizar el Circuito Costero, convirtiéndolo en un ramal exclusivo para servicios locales. Entre las causas que motivaron la construcción de la línea Uchiko se cuentan las recurrentes interrupciones del servicio ocasionadas por los tifones por ser un ramal costero. Sin embargo el actual tramo final que va desde la ciudad de Yawatahama a la ciudad de Uwajima continúa siendo un recorrido sinuoso a través de zonas montañosas.

## Estaciones

### Prefectura de Ehime
- Ciudad de Shikokuchuo
  - Y22 Estación Kawanoe
  - Y23 Estación Iyomishima
  - Y24 Estación Iyosangawa
  - Y25 Estación Akaboshi
  - Y26 Estación Iyodoi
  - Y27 Estación Sekigawa

- Ciudad de Niihama 
  - Y28 Estación Takihama
  - Y29 Estación Niihama
  - Y30 Estación Nakahagi

- Ciudad de Saijo 
  - Y31 Estación Iyosaijo
  - Y32 Estación Ishizuchiyama
  - Y33 Estación Iyohimi
  - Y34 Estación Iyokomatsu
  - Y35 Estación Tamanoe
  - Y36 Estación Nyugawa
  - Y37 Estación Iyomiyoshi

- Ciudad de Imabari 
  - Y38 Estación Iyosakurai
  - Y39 Estación Iyotomita
  - Y40 Estación Imabari
  - Y41 Estación Hashihama
  - Y42 Estación Namikata
  - Y43 Estación Oonishi
  - Y44 Estación Iyokameoka
  - Y45 Estación Kikuma

- Ciudad de Matsuyama
  - Y46 Estación Asanami
  - Y47 Estación Ooura
  - Y48 Estación Iyohojo
  - Y49 Estación Yanagihara
  - Y50 Estación Awai
  - Y51 Estación Koyodai
  - Y52 Estación Horie
  - Y53 Estación Iyowake
  - Y54 Estación Mitsuhama
  - Y55/U00 Estación Matsuyama
  - U01 Estación Ichitsubo

- Pueblo de Masaki
  - U02 Estación Kitaiyo
  - U03 Estación Iyoyokota

- Ciudad de Iyo
  - U04 Estación Torinoki
  - U05 Estación Ciudad de Iyo
  - U06/S06 Estación Mukaibara (Estación de bifurcación en ramales)

#### Estaciones del Nuevo Ramal
También conocido como Circuito de montaña.
- Ciudad de Iyo
  - U06/S06 Estación Mukaibara (Estación de bifurcación en ramales)
  - U07 Estación IyoOohira
  - U08 Estación Iyonakayama

- Pueblo de Uchiko
  - U09 Estación Iyotachikawa
  - U10 Estación Uchiko
  - U11 Estación Ikazaki

- Ciudad de Oozu
  - U12 Estación Kitayama
  - U13 Estación Niiya
  - U14/S18 Estación IyoOozu (Estación de bifurcación en ramales)
  - U15 Estación Nishioozu
  - U16 Estación Iyohirano

- Ciudad de Yawatahama
  - U17 Estación Senjo
  - U18 Estación Yawatahama
  - U19 Estación Futaiwa

- Ciudad de Seiyo
  - U20 Estación Iyoiwaki
  - U21 Estación Kamiuwa
  - U22 Estación Unomachi
  - U23 Estación Shimouwa

- Ciudad de Uwajima
  - U24 Estación Tachima
  - U25 Estación Iyoyoshida
  - U26 Estación Takamitsu
  - U27 Estación Kitauwajima
  - U28 Estación Uwajima

#### Estaciones del Viejo Ramal
También conocido como Circuito costero.
- Ciudad de Iyo
  - S06/U06 Estación Mukaibara (Estación de bifurcación en ramales)
  - S07 Estación Konokawa
  - S08 Estación Iyokaminada
  - S09 Estación Shimonada
  - S10 Estación Kushi

- Ciudad de Oozu
  - S11 Estación Kitanada
  - S12 Estación Iyonagahama
  - S13 Estación Iyoizushi
  - S14 Estación Iyoshirataki
  - S15 Estación Hataki
  - S16 Estación Haruka
  - S17 Estación Goro
  - S18/U14 Estación IyoOozu (Estación de bifurcación en ramales)